# Brünnau
Brünnau – miasto w Niemczech, w Bawarii. Leży w pobliżu Kitzingen. 14 grudnia 1944 roku urodził się tam Michael Glos, niemiecki polityk CSU, od 2005 roku minister gospodarki i technologii w rządzie Angeli Merkel.